# Serrat de Mig (la Vall de Boí)
El Serrat de Mig és un serrat situat en el terme municipal de la Vall de Boí, a la comarca de l'Alta Ribagorça, i dins de la zona perifèrica del Parc Nacional d'Aigüestortes i Estany de Sant Maurici.
És el del mig dels serrats que davallen de lo Campo cap a la riba dreta del Riu de Sant Nicolau i la seva elevació màxima és d'uns de 2,375 metres. Està situat entre el Serrat Gran (la Vall de Boí) a llevant i el Serrat de Puigalí a ponent, flanquejat per les Canals de les Tres Fonts (est) i del Serrat Gran (oest).